# ピュールン線
ピュールン線（ピュールンせん、ドイツ語;Pyhrnbahn）は、オーストリア連邦鉄道の鉄道線の名称である。路線番号は140。

## 歴史

### クレムスタール鉄道会社および国有化
1870年代以降、クレムス川辺の鉄道建設は草刈りがま製造と木材加工発展のために計画された。1872年にカミロー・シュタルヘンベルク伯爵（Camilo Heinrich von Starhemberg, 1835~1900）はリンツ - キルヒドルフ間鉄道建設のために代表としてコンソシアムを結成した。1878年にヨゼーフ・フォン・ヴェーヌシュ（Josef Ritter von Wenusch）は国家支援金なしに鉄道建設を実現する方法を提案した。リンツの援助者は資金を集めて、1880年1月にクレムスタール鉄道会社（Kremstalbahn-Gesellschaft, KTB）を設立した。1880年6月30日に地方鉄道会社はリンツ - クレムスミュンスター間の鉄道建設・運営許可を獲得して、1881年4月30日にその区間を開通した。KTBはミシェルドルフまでの延長について1882年8月26日に建設許可を獲得して、クレムスミュンスター - ミヒルドルフ（現在ミシェルドルフ）間を1883年に開通した。ミシェルドルフ - クラウス間の場合、建設許可はKTBに1888年5月17日与えられて、1888年11月1日に列車通行が可能となった。線路は急カーブで設置されて、長さ523 mのトンネルが必要であった。1891年にロール（現在ロール＝バートハル駅） - バートハル間の鉄道が開通されて、ロール駅は乗り換え駅となった。1893年にヴェルス地方鉄道はロール駅の接続でクレムス川辺と連結された。
1901年6月6日に制定された法律により、クラウス - ゼルツタール間のピュールン線の国家財政による建設は確定された。オーストリア帝国政府はKTBと協商して、1902年11月にリンツ - クラウス間は既にオーストリア帝国鉄道により運営された。
ピュールン線建設は1901年7月にボスルックトンネル工事から始まった。既存鉄道の移設の場合、リンツ市内区間とフンガービヒルトンネル・クラウス駅舎は新たに建設された。1905年11月19日にオーバーミシェルドルフ - クラウス間の移設とクラウス - シュピタル間の建設工事が完了した。1906年8月20日にリンツ - ヴェクシャイト間は移設されて、ピュールン線はゼルツタール分岐点まで延長された。1907年7月に固有の線路はゼルツタールでルドルフ線と平行に設置された。

### オーストリア連邦鉄道
1938年ドイツ＝オーストリア合併によりこの路線はドイツ国営鉄道（Deutsche Reichbahn, DR）により引き受けられた。1941年にいくつかの駅施設がDRにより改築された。
1963年9月より数ヶ月間ボスルックトンネルは水漏れ、圧縮力のための内部損傷。蒸気機関車の黒い煙の原因で封鎖された。改良工事の間に電車線はシュピタル - ゼルツタール間に設置された。26ヶ月の工事のあとに、リンツ - シュピタル間の電車線は1977年9月25日に設置された。
1982年1月31日夕方にトラウン川の鉄道橋橋脚が傾いて、トラス構造物が橋台から離され、結局転倒した。同年6月24日に新しい橋が開通できて、橋脚は複線の服で強化された。1979年に決定された上オーストリア州と連邦鉄道の協定により、1980年代にリンツ中央駅が改築されてリンツ - トラウン間の複線化が実行された。1988年5月25日に2番目の線路はトラウン - ネッティングドルフ間で設置された。
1994年にヌースバッハ - シュリアーバッハ間は線形改良工事によって移設された。2001年に線形改良はヴァルベルク駅の北付近で可能となって、線路の側に切土部分が造成された。

### ÖBB持ち主グループ
2007年にシュリアーバッハ区間および停車駅は西の方へ移設されて、移設区間は部分的に複線で建設された。2009年にヌースバッハ - シュリアーバッハ間では複線化工事が完了した。2016年までシュピタル（ピュールン） - ボスルックトンネル入口区間の改修工事が実行された。2016年12月に上オーストリアSバーン系統がリンツ - キルヒドルフ間に導入された。

## 運行形態
2016年5月28日より12月10日まで、工事中のため一部区間でバス代行を行っていた。

### 特急「インターシティ(IC)」
- ピュールン・プリール号：　リンツ - ゼルツタル - グラーツ
- ボズルック号：　リンツ - ゼルツタル - グラーツ
- クレムスタル号：　リンツ - ゼルツタル - グラーツ
- ヴァーシェネック号：　リンツ - ゼルツタル - グラーツ
一日1往復ずつ、合計で一日4往復の運行。ヴァーシェネック号は、日曜の南行と土曜の北行が運行されない。ゼルツタル以南は250号線に直通する。ミーヒェルドルフは、ボズルック号の南行のみ停車。
過去の運行形態
2021年以前は、ピュールン・プリール号とボズルック号のみ、一日2往復の運行であった。トラウン、クレムスミュンスター、ミーヒェルドルフ、ヒンターシュトダーを通過していた一方、クラウスとシュピータルに停車していた。
2022年度に、トラウン、クレムスミュンスター、ヒンターシュトダーが停車駅に追加され、クラウスとシュピータルは通過となった。ミーヒェルドルフは、ボズルック号の南行のみ停車となった。9月5日に、クレムスタル号が運行を開始し、一日3往復となった。[15]。
2023年度に、ヴァーシェネック号が運行を開始し、一日4往復となった。

### 特急「シュネルツーク(D)」
- 休暇特急：　ウィーン本駅 - リンツ - ヴィンディシュガーシュテン - ビショフスホフェン　【日曜、冬・夏の土曜日運行】
- プラーナイ：　ウィーン本駅 - リンツ - ヴィンディシュガーシュテン - ビショフスホフェン　【金曜運行】
金曜の南行と、日曜の北行のみ、週1往復の運行。夏季・冬季限定で土曜日に週1往復増発される。リンツ以北は100号線に、ゼルツタル以南は250号線に直通する。金曜日の列車は「プラーナイ」、土・日曜日の列車は「休暇特急」の愛称名で運行している。トラウン、ノイホーフェン、クレムスミュンスターを通過する。
過去の運行形態
2020年度は、休暇特急のみ冬に運行していて、ゼルツタルは通過していた。
2020年末に、通年運行の列車がシュネルツーク(D)の種別で運行を開始し、インターシティも含めて全てゼルツタル停車となった。2021年夏より、インターシティ(IC)に格上げされた他、休暇特急も夏運行となった。
2022年春は、通年運行便が運休していた。
2023年度より、再びシュネルツーク(D)の種別となった。

- リンツ - ゼルツタル - グラーツ
一日1往復の運行。南行は停車駅が多く、キルヒドルフ以南でシュタイアリングとアードニングを除く各駅に停車する。北行は全線で快速運転し、シュピータルも通過する。
2024年度に運行を開始した。

### 快速「レギオナルエクスプレス(REX)」
下記2系統に分かれる。
- リンツ～ゼルツタル～リーツェン
2時間に1本の運行。ゼルツタル以南は250号線に直通する。ただし、休日は250号線に直通せず、ゼルツタル発着となる。なお、キルヒドルフ以南は各駅に停車する。
2022年度以前は、全列車がシュリーアバッハを通過していた。2023年度以前は、全列車がシュタイアリングに停車していた。

- 過去の運行系統
  - リンツ～トラウン→マルヒトレンク→シェアディンクなど
2017年以前は、平日片道4本、休日片道1本運行していた。マルヒトレンク・ヴェルス以西は150号線に直通していた。
2018,19年度は平日のみの運行となり、2019年末に一日3本に減便された。
2022年7月31日限りで運休。[15]
  - リンツ～トラウン～マルヒトレンク～グリュナウなど　【平日運行】
2017年以前は、平日一日1往復運行していた。マルヒトレンク・ヴェルス以西は153号線に直通していた。
2018-20年は、平日に北行、休日に南行が片道1本ずつ運行していた。
2021-23年度は、グリューナウ→リンツの片道1本の運行であった。
2024年2月に運行休止。

### 普通
リンツ～キルヒドルフ間に、一時間に1本の運行。リンツで、ウィーン・ザルツブルク方面双方の特急に接続する。そのうち一日あたり南行片道1本（休日1.5往復）がシュピータルまで、南行片道1本（休日は一日1往復）がゼルツタルまで運行される。キルヒドルフ以北はSバーン(S4)、キルヒドルフ以南はレギオナルツーク(R)として運行される。
- 過去の運行形態
2016年度以前は、全線でレギオナルツーク(R)として運行していた。キルヒドルフ - シュピータル間は一日1.5往復の運行で、シュピータル - ゼルツタル間は平日一日1.5往復、休日一日1往復の運行となっていた。
2017年度に、キルヒドルフ以北がSバーン(S4)となった。
2022年度に、平日の北行がシュピータル以南で休止となり、平日は南行片道2本のみの運行となった。
2023年度に、キルヒドルフ以南の本数が変更され、一日あたり平日1往復、休日2往復となった。シュピータル以南は平日の本数がさらに削減され、一日1本となた。
2024年度に、シュピータル発リンツ行1本が快速に置き換えられ、キルヒドルフ以南は平日南行片道1本のみ、休日は一日1.5往復（シュピータル以南は1往復）の運行となった。

## 駅一覧
以下では、オーストリア国鉄140号線の駅と営業キロ、停車列車、接続路線などを一覧表で示す。
- 種別
  - IC：特急「インターシティ」
  - D：特急「シュネルツーク」
  - REX：快速「レギオナルエクスプレス」
  - R/S：普通
- 停車駅
  - ■印：全列車停車
  - ●印：大部分停車、一部通過
  - ○印：大部分通過、一部停車
  - ｜印：全列車通過

| 路線名 | 駅名                                   | 駅間営業キロ | 累計営業キロ | IC | D  | REX | R/S | 接続路線 | 所在地                   | 所在地                               |
| ------ | -------------------------------------- | ------------ | ------------ | -- | -- | --- | --- | --- | ------------------------ | ------------------------------------ |
| 140    | リンツ中央駅                           | -            | 0.0          | ■  | ■  | ■   | ■   | 100号線（ウィーン方面） 101号線（ザルツブルク/ニュルンベルク方面） 141号線（プラハ方面）、143号線（ヴァイツェンキルヒェン方面） | オーバーエスターライヒ州 | リンツ市                             |
| 140    | リンツ・エート駅                       | 3.2          | 3.2          | ｜ | ｜ | ○   | ■   | | オーバーエスターライヒ州 | リンツ市                             |
| 140    | リンツ・ヴェクシャイト駅               | 1.7          | 4.9          | ｜ | ｜ | ｜  | ■   | | オーバーエスターライヒ州 | リンツ市                             |
| 140    | ザンクト・マルティン・バイ・トラウン駅 | 1.8          | 6.7          | ｜ | ｜ | ｜  | ■   | | オーバーエスターライヒ州 | リンツ＝ラント郡                     |
| 140    | トラウン駅                             | 1.4          | 8.1          | ■  | ●  | ■   | ■   | 101号線（シェアディンク方面） マルヒトレンクまで13.2km                                                                          | オーバーエスターライヒ州 | リンツ＝ラント郡                     |
| 140    | アンスフェルデン駅                     | 2.2          | 10.3         | ｜ | ｜ | ｜  | ■   | | オーバーエスターライヒ州 | リンツ＝ラント郡                     |
| 140    | ネッティンクスドルフ駅                 | 2.1          | 12.4         | ｜ | ｜ | ｜  | ■   | | オーバーエスターライヒ州 | リンツ＝ラント郡                     |
| 140    | ネストルバッハ・ザンクトマリエン駅     | 3.2          | 15.6         | ｜ | ｜ | ｜  | ■   | | オーバーエスターライヒ州 | リンツ＝ラント郡                     |
| 140    | ノイホーフェン・アン・デア・クレムス駅 | 3.3          | 18.9         | ■  | ●  | ■   | ■   | | オーバーエスターライヒ州 | リンツ＝ラント郡                     |
| 140    | ケーマテン・アン・デア・クレムス駅     | 3.8          | 22.7         | ｜ | ｜ | ○   | ■   | | オーバーエスターライヒ州 | リンツ＝ラント郡                     |
| 140    | ローア・バト・ハル駅                   | 5.4          | 28.1         | ■  | ■  | ■   | ■   | | オーバーエスターライヒ州 | シュタイアー＝ラント郡               |
| 140    | クレムスミュンスター駅                 | 4.3          | 32.4         | ■  | ●  | ■   | ■   | | オーバーエスターライヒ州 | キルヒドルフ・アン・デア・クレムス郡 |
| 140    | ヴァートベルク・アン・デア・駅         | 7.9          | 40.3         | ｜ | ｜ | ●   | ■   | | オーバーエスターライヒ州 | キルヒドルフ・アン・デア・クレムス郡 |
| 140    | ヌスバッハ駅                           | 1.8          | 42.1         | ｜ | ｜ | ｜  | ■   | | オーバーエスターライヒ州 | キルヒドルフ・アン・デア・クレムス郡 |
| 140    | シュリアーバッハ駅                     | 4.0          | 46.1         | ｜ | ｜ | ○   | ■   | | オーバーエスターライヒ州 | キルヒドルフ・アン・デア・クレムス郡 |
| 140    | キルヒドルフ・アン・デア・クレムス駅   | 4.4          | 50.5         | ■  | ■  | ■   | ■   | | オーバーエスターライヒ州 | キルヒドルフ・アン・デア・クレムス郡 |
| 140    | ミーヒェルドルフ駅                     | 2.9          | 53.4         | ○  | ○  | ■   | ■   | | オーバーエスターライヒ州 | キルヒドルフ・アン・デア・クレムス郡 |
| 140    | クラウス駅                             | 7.1          | 60.5         | ｜ | ○  | ■   | ■   | | オーバーエスターライヒ州 | キルヒドルフ・アン・デア・クレムス郡 |
| 140    | シュタイアリンク駅                     | 3.7          | 64.2         | ｜ | ｜ | ●   | ■   | | オーバーエスターライヒ州 | キルヒドルフ・アン・デア・クレムス郡 |
| 140    | ヒンターシュトダー駅                   | 3.6          | 67.8         | ■  | ■  | ■   | ■   | | オーバーエスターライヒ州 | キルヒドルフ・アン・デア・クレムス郡 |
| 140    | ロースライテン駅                       | 11.8         | 79.6         | ｜ | ○  | ■   | ■   | | オーバーエスターライヒ州 | キルヒドルフ・アン・デア・クレムス郡 |
| 140    | ヴィンディシュガーシュテン駅           | 2.1          | 81.7         | ■  | ■  | ■   | ■   | | オーバーエスターライヒ州 | キルヒドルフ・アン・デア・クレムス郡 |
| 140    | シュピータル・アム・ピュールン駅       | 5.7          | 87.4         | ｜ | ●  | ■   | ■   | | オーバーエスターライヒ州 | キルヒドルフ・アン・デア・クレムス郡 |
| 140    | アードニンク駅                         | 10.6         | 98.0         | ｜ | ｜ | ●   | ■   | | シュタイアーマルク州     | リーツェン郡                         |
| 140    | ゼルツタル駅                           | 6.2          | 104.2        | ■  | ■  | ■   | ■   | 130号線（ウィーン方面） 250号線（ザンクトミヒャエル方面、フランクフルト方面）                                                   | シュタイアーマルク州     | リーツェン郡                         |